# Georgia Wareham
Georgia Lee Wareham (* 23. Mai 1999 in Terang, Australien) ist eine australische Cricketspielerin die seit 2018 für die australische Nationalmannschaft spielt.

## Kindheit und Ausbildung
Wareham wuchs in Mortlake auf und spielte zunächst Cricket mit ihrem Bruder. Auf Distrikt-Ebene spielte sie zunächst im Jungen-Cricket, bevor sie ins Programm von Victoria aufgenommen wurde.

## Aktive Karriere
Wareham etablierte sich ab der Saison 2015/16 in der Women’s Big Bash League für die Melbourne Renegades. Ihr Debüt in der Nationalmannschaft gab sie im September 2018 in der WTwenty20-Serie gegen Neuseeland. In der darauf folgenden Tour gegen Pakistan in Malaysia absolvierte sie dann auch ihr Debüt im WODI-Cricket. In den WTwenty20s der Tour erreichte sie dann 3 Wickets für 12 Runs, wofür sie als Spielerin des Spiels ausgezeichnet wurde. Daraufhin wurde sie für den ICC Women’s World Twenty20 2018 und erzielte dabei in der Vorrunde gegen Pakistan zwei Wickets (2/18). Im Finale gegen England trug sie dann ebenfalls zwei Wickets (2/11) bei und hatte damit einen wichtigen Anteil am Gewinn des Weltmeistertitels für Australien. Im September 2019 gelangen ihr in den West Indies 3 Wickets für 14 Runs in den WTwenty20s. Sie wurde für den ICC Women’s T20 World Cup 2020 nominiert und ihre beste Leistung dabei waren 3 Wickets für 17 Runs gegen Neuseeland in der Vorrunde, wofür sie als Spielerin des Spiels ausgezeichnet wurde. Auch wenn sie in den Playoffs nichts mehr beitragen konnte, war sie so ein wichtiger Bestandteil des Teams beim Gewinn einer weiteren Weltmeisterschaft.
Im September 2020 erreichte sie in den Twenty20s gegen Neuseeland 3 Wickets für 26 Runs. Während der Women’s Big Bash League 2020/21 zog sie sich eine Stressfraktur im Schienbein zu und fiel daraufhin mehrere Monate aus. Ab April 2021 war sie dann wieder im Team, doch zog sie sich im November bei der Women’s Big Bash League 2021/22 erneut eine Knieverletzung zu, als sie einen Kreuzbandriss erlitt. Nach einer Operation musste sie daraufhin mehr als ein Jahr aussetzen, bevor sie für den ICC Women’s T20 World Cup 2023 nominiert wurde.